# Arrifana (Santa Maria da Feira)
Arrifana es una freguesia portuguesa del concelho de Santa Maria da Feira, con 5,32 km² de superficie y 6.544 habitantes (2001). Su densidad de población es de 1230,1 hab/km².